# Diego D'Amico
Diego D'Amico (Bagheria, 29 settembre 1893 – 6 agosto 1947) è stato un politico italiano.
È stato deputato all'Assemblea Costituente.
Di professione insegnante, fu Alto Commissario Aggiunto per l'igiene e la Sanità pubblica nel III e IV Governo De Gasperi.